# Redondance génétique
La redondance génétique est un terme utilisé typiquement pour décrire des situations dans lesquelles une fonction biochimique donnée est encodée de façon redondante par deux ou plusieurs gènes. Dans de telles situations, les mutations (ou autres défauts) présent(e)s dans l'un de ces gènes auront un effet moins fort sur la fitness de l'organisme que ce à quoi on s'attendrait de la fonction du gène considéré. On peut citer comme exemples de redondance génétique les études menées par Pearce et ses collaborateurs en 2004 et par Enns et ses collaborateurs en 2005. De nombreux autres exemples sont étudiés en détail dans la publication de Kafri, Levy et Pilpel de 2006.
La principale source de redondance génétique se trouve dans le processus de duplication génique qui génère de la multiplicité dans le nombre de copies de gènes. Une autre source, moins fréquente, se trouve dans les processus évolutifs convergents qui résultent en des gènes ayant une fonction proche mais une séquence plutôt éloignée. La redondance génétique est typiquement associée aux réseaux de signalisation, dans lesquels de nombreuses protéines agissent ensemble pour accomplir des fonctions téléologiques. Contrairement à ce à quoi on pourrait s'attendre, la redondance génétique n'est pas associée à des duplications géniques, tout comme les gènes redondants ne mutent pas plus rapidement que les gènes essentiels. Ainsi, la redondance génétique a typiquement soulevé de nombreux débats dans le contexte de la biologie évolutive,. 
D'un point de vue évolutif, les gènes possédant des fonctions chevauchantes impliquent, s'il y a lieu, des pressions de sélection minimales agissant sur ces gènes. On s'attend alors à ce que les gènes participant à un tel amortissement des mutations seront sujets à une dérive mutationnelle importante faisant diverger leurs fonctions et/ou les types d'expression à des rythmes considérablement élevés. En effet, il a été montré que la divergence fonctionnelle de paires paralogues chez la levure et l'humain constitue un processus extrêmement rapide. En prenant ces notions en compte, l'existence même du "tampon génétique" (genetic buffering en anglais), et les redondances fonctionnelles requises pour qu'il ait lieu, présente un paradoxe à la lumière des concepts évolutifs. D'un côté, pour que le tampon génétique ait lieu, il est nécessaire qu'il y ait des redondances de la fonction génique ; d'un autre côté, de telles redondances sont clairement instables face à la sélection naturelle, et sont de fait peu à même d'être trouvées au sein des génomes évolués.
Les gènes dupliqués dont les fonctions divergent peuvent subir une subfonctionnalisation (deux fonctions différentes pour les deux mêmes gènes) ou peuvent dégénérer (accomplissent des fonctions similaires dans certaines conditions, et des fonctions distinctes dans d'autres). Lorsque deux gènes codant des protéines dégénèrent, cela crée des conditions dans lesquelles les produits géniques apparaissent fonctionnellement redondants, ainsi que des conditions dans lesquelles les produits géniques prennent en charge des fonctions uniques.